# Parastacus brasiliensis
La langosta de agua dulce o langostino de río (Parastacus brasiliensis) es una especie de crustáceo decápodo parastácido integrante del género Parastacus. Habita en ambientes de agua dulce en América del Sur.
Se ha estudiado su potencial en acuicultura.
Esta especie posee gonoporos supernumerarios, reportándose también intersexualidad.

## Distribución y hábitat
Habita en ambientes de agua dulce en el centro-este de América del Sur, en el sur de Brasil y el Uruguay.

## Taxonomía
Esta especie fue descrita originalmente en el año 1869 por el carcinólogo alemán Eduard Carl von Martens.